# 彭祖壽
彭祖壽（？—1628年），字山公，又字伯籛，號述菴，湖广武昌府武昌縣軍籍。

## 生平
年十岁能文，父训之严，不令出户。十六列胶庠，中万历四十六年（1618年）戊午科湖广乡试举人，四十七年（1619年）联捷己未科進士，神宗见会试题名榜，賞其名彭祖寿三字，御笔识之，擬授鼎元，以不谒执事抑置三甲第一，授中书舍人。天啓朝逆党煽惑，人争趋事，祖寿视之澹如也。丁卯同考乡试，珰以私人子弟密授诸房官，勒令中式，祖寿奋然曰：此朝廷重典，岂阉宦市惠哉！揭晓，独寿所取皆知名士。天启七年十二月，吏部考選，特授兵科给事中。既入官，弹劾无所畏，一时权要咸敛手避之，以疾卒于京。

## 家族
曾祖彭德溥，庠生。祖父彭捷，寿官。父彭文元，生员，赠奉政大夫兵科给事中。母陈氏、妻周氏，俱封宜人。
子彭嵋，生员，妻胡氏，年十六归嵋，是时给谏公久殁，不数年嵋亦卒，无子且贫，或劝其另嫁，胡氏抚膺大慟曰：我宁守吾贫，不作失节妇。绝荤茹素，不变初志，称苦节云。